# Secure

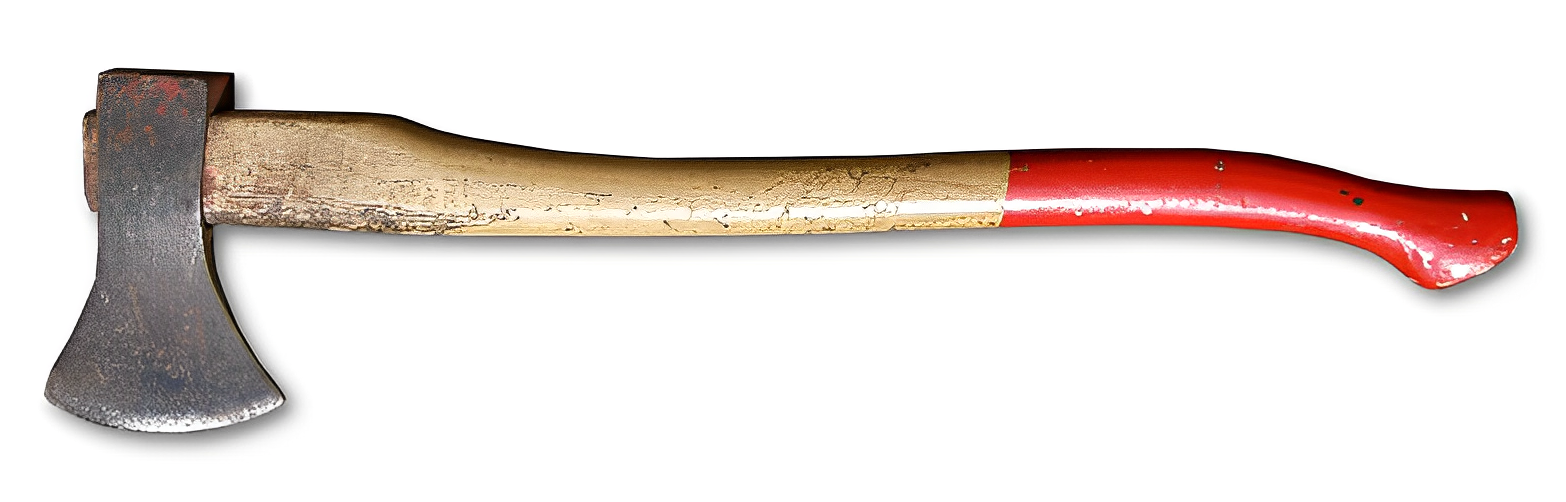
Secure

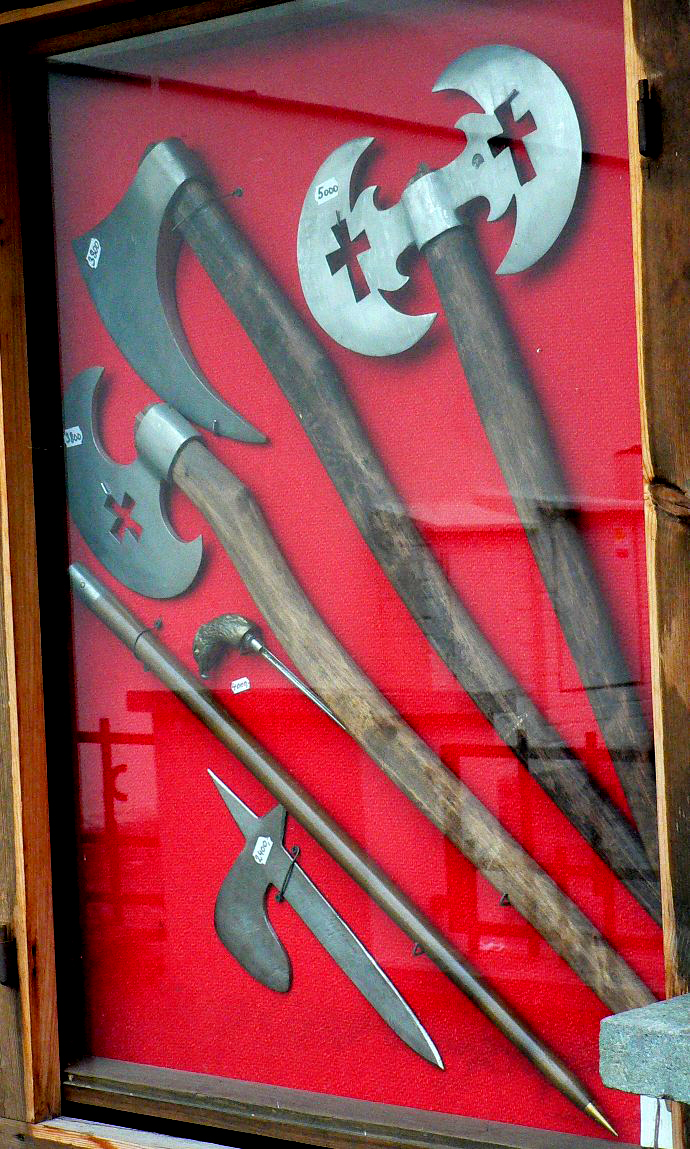
Panoplie de topoare folosite ca arme

Secure (plural: securi) este o unealtă de mână asemănătoare cu un topor, formată dintr-un corp de oțel cu tăiș fixat pe o coadă lungă de lemn, folosită la doborâtul arborilor, la despicatul lemnelor etc.
În trecut, securea era folosită și ca armă de luptă și de execuție prin decapitare. O secure folosită în trecut ca armă de luptă sau ca unealtă a călăului mai purta și denumirea de satâr (din turcă satir).

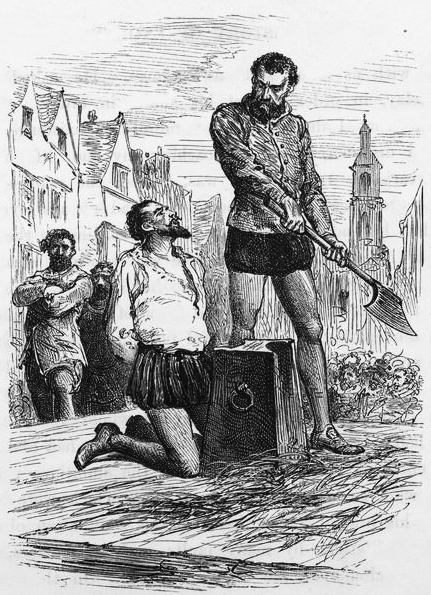
Decapitarea lui Sir Walter Raleigh cu securea

Securea mică, folosită de amerindieni la aruncat, ca armă de luptă și vânătoare, poartă denumirea de tomahawk.
Se cunosc 4 tipuri principale de securi folosite, încă din Antichitate:
- Securea de luptă scitică, despre care anticii spun că ar fi avut proprietatea bumerangului de a se întoarce la cel care a aruncat-o. Această secure își are originea în securea de luptă getică din bronzul IV.
- Securea-topor, cu tăișul lat și rotunjit, cu gura de înmănușare pătrată, dar fără urechea caracteristică "celturilor".
- Securea de lupta turtită, cu tăișul lat și rotunjit, cu muchea prelungită în formă de ciocan subțire. Această secure delicată a fost folosită aproape exclusiv pentru luptă.
- Securea de tip ciocan-topor, cu noduri în locul de prindere pe mâner.

O lamă similară cu cea de secure era folosită și la halebardă.